# Almoster (Santarém)
Pour les articles homonymes, voir Almoster.
Almoster est une freguesia portugaise située dans le District de Santarém.
Avec une superficie de 40,84 km2 et une population de 1 827 habitants (2001), la paroisse possède une densité de 44,7 hab/km2.